# Association d'art de Francfort
 (juin 2024).
Si vous disposez d'ouvrages ou d'articles de référence ou si vous connaissez des sites web de qualité traitant du thème abordé ici, merci de compléter l'article en donnant les références utiles à sa vérifiabilité et en les liant à la section « Notes et références ».

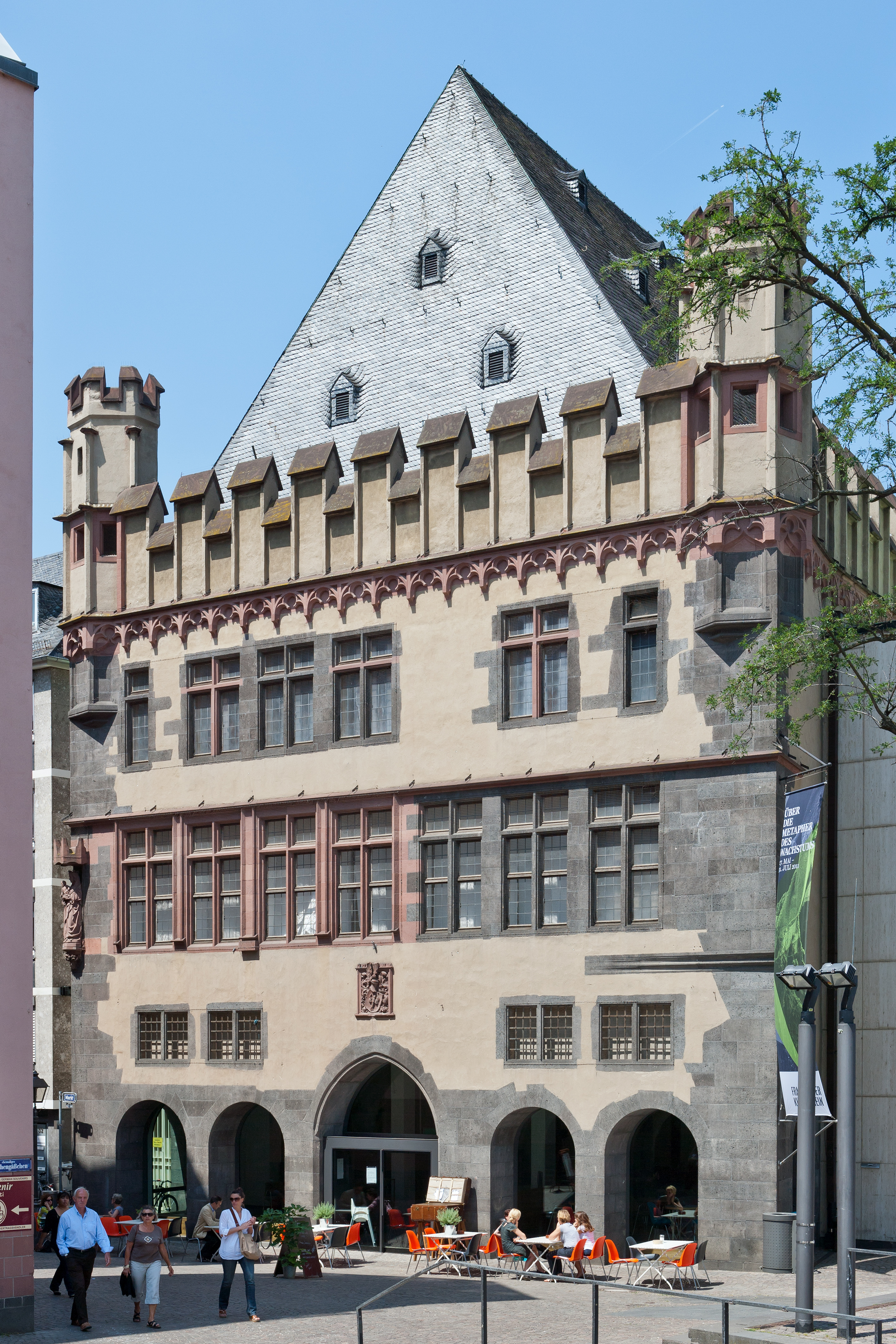
Le musée dans la « maison de pierre ».

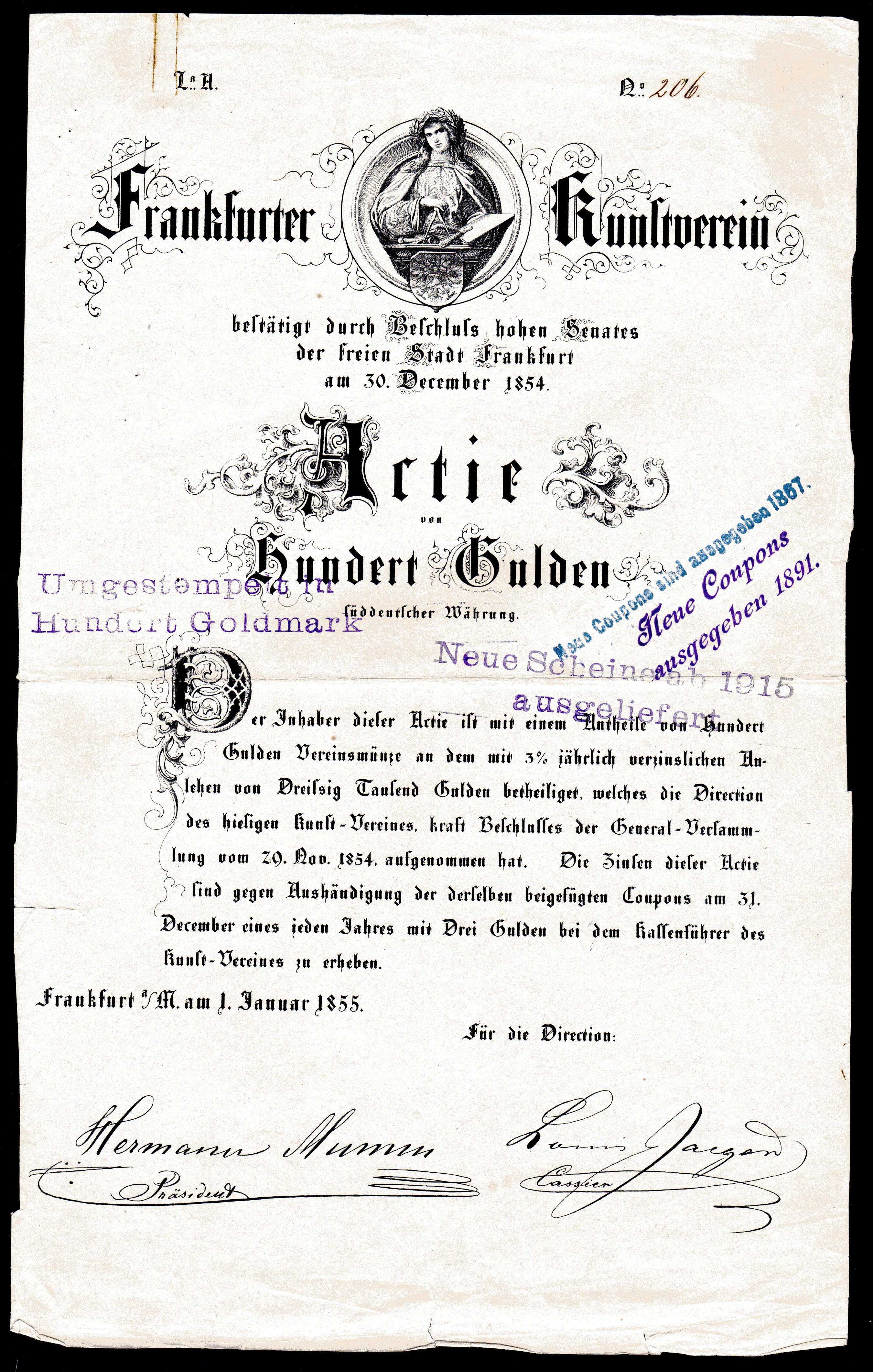
Action de l'Association d'art de Francfort en date du 1er janvier 1855.

L'Association d'art de Francfort (Frankfurter Kunstverein) est un musée d'art fondé en 1829 par un groupe de citoyens influents de Francfort-sur-le-Main, en Allemagne. 

## Création
L'objectif de cette institution était d'encourager les arts dans la ville, qui était un important centre pour le commerce et les affaires. Des œuvres d'art étaient achetées et des expositions organisées pour faciliter l'accès du public à l'art et à la culture.
Parmi les fondateurs, on trouvait Johann Gerhard Christian Thomas (de), sénateur et plus tard maire de la ville, l'historien Johann Friedrich Böhmer et l'historien d'art Johann David Passavant. Peu après la création du musée, de nombreux citoyens et artistes importants en sont devenus membres.

## Musée
Aujourd'hui, le musée est installé au centre de Francfort, dans un bâtiment gothique de 1464 appelé la Steinernes Haus (la « maison de pierre »), près de l'hôtel de ville. Environ 1 700 membres lui permettent de poursuivre ses activités, plus de 150 ans après sa création. Le musée ne possède pas de collection permanente et ne fait plus d'acquisitions, ses expositions d'art contemporain sont de réputation internationale. Il organise aussi des visites guidées, des symposiums, des projections de films et des excursions. Cela lui permet de rester visible, même au voisinage d'institutions importante comme le Museum für Moderne Kunst (Musée d'art moderne) et la Galerie d'art Schirn de Francfort-sur-le-Main (de). Les jeunes artistes de l'école d'art publique de la ville (École Städel) et de l'école de design sont étroitement associés aux activités du musée et la coopération avec lui est commune.